# Malcolm IV di Scozia
Máel Coluim IV mac Eanric, o in inglese Malcolm IV MacEanric (Scozia, 23 aprile/24 maggio 1141 – Jedburgh, 9 dicembre 1165), è stato re di Scozia dal 1153 al 1165, figlio maggiore di Enrico di Scozia, conte di Huntingdon e di Northumbria (m. 1152) e di Ada de Warenne.
L'originale Malcolm Canmore era un nome connesso con il suo bisnonno Máel Coluim mac Donnchada, successe a suo nonno Davide I di Scozia. Malcom è ricordato per il suo zelo religioso e il suo interesse nella cavalleria e negli affari di guerra. Ha vissuto gran parte del suo regno in condizioni di malattia ed è morto celibe all'età di 24 anni.

## La corona
Malcolm nacque in una data imprecisata fra il 23 aprile e il 24 maggio 1141 da Enrico di Scozia, figlio di Davide I di Scozia ed Ada de Warenne, figlia di Elisabetta di Vermandois e Guglielmo di Warenne, II conte di Surrey. Al tempo della sua nascita il padre Enrico era il naturale erede al trono di Scozia, ma quando Malcolm ebbe circa undici anni egli si ammalò e morì improvvisamente il 12 giugno 1152. Davide non aveva altri figli maschi, ma egli, a differenza di Enrico I d'Inghilterra che alla morte dell'unico maschio Guglielmo Adelin nel naufragio della Nave Bianca si era trovato senza eredi, aveva tre nipoti, figli di Enrico che avrebbero assicurato continuità alla corona.
Il maggiore di essi era proprio Malcolm che divenne il nuovo erede al trono, per prepararlo alla vita che lo attendeva Davide mandò il giovane nipote a visitare il regno in compagnia di Donnchad I, conte di Fife (1133-1154) cui fu dato il titolo di Rector forse per indicare che, se Malcolm fosse salito al trono ancora bambino, egli avrebbe rivestito la carica di reggente. Davide non sopravvisse a lungo, il 24 maggio 1153 spirò mentre si trovava a Carlisle e Malcolm venne incoronato a Scone il 27 dello stesso mese quando era appena dodicenne, il fatto che lo abbiano incoronato ancora prima che il vecchio re fosse sepolto potrebbe apparire come una scelta sconsiderata se non fosse che Malcolm non era il solo a volere la corona.
La Saga degli uomini delle Orcadi individua in William il nobile, figlio di William fitz Duncan (morto 1147) l'uomo che "ogni scozzese ha desiderato come suo re". William fitz Duncan sposò Alice de Rumilly nel 1137 circa, il che fa supporre che suo figlio fosse ancora molto giovane e non ci sono prove concrete sul fatto che William reclamasse il trono. Morì giovane, all'inizio del 1160, affidando le sue proprietà alle sue tre sorelle. Poco prima della morte di Davide un altro dei figli di William, Wimund era stato accecato, castrato e confinato presso l'abbazia di Byland. Un altro parente di William si fece avanti nella persona di Domnall mac Uilleim, primo esponente del clan dei Meic Uilleim, che godeva di un considerevole appoggio nel Contado di Moray. Un altro potenziale re, era Máel Coluim mac Alisdair incarcerato a Roxburgh nel 1130 circa poiché era probabilmente uno dei figli illegittimi di Alessandro I.
Máel Coluim venne liberato nel 1153 nella convinzione che avrebbe reclamato la corona per sé, ma nonostante questo nessuno riuscì a deporre Malcolm dal trono. Come nuovo re e particolarmente giovane, Malcolm ricevette diversi guanti di sfida dai suoi potenti vicini, Somerled, re di Argyll; Fergus di Galloway; e, il più importante tra tutti, Enrico II d'Inghilterra. Soltanto Rögnvald Kali Kolsson, conte delle Orcadi, lo appoggiò ma era partito per una crociata e morì nel 1158, la sua morte portò il giovane e ambizioso Harald Maddadsson a rimanere l'unico detentore del potere nel nord. La prima opposizione a Malcolm avvenne nel novembre del 1153, dalla combinazione di un vicino, Somerled di Argyll e di un rivale della famiglia, Máel Coluim mac Alisdair. Ciò durò poco perché Somerled presto dovette preoccuparsi di una guerra contro Godred II Olafsson che durò fino al 1156 e secondariamente, forse, un conflitto con Gille Críst, conte di Menteith. Nel 1157, si dice che re Malcolm si sia riconciliato con Máel Coluim MacHeth, che fu nominato conte di Ross, che probabilmente era un titolo tenuto da suo padre.

## I conflitti del regno
Malcolm non era solo il re di Scozia, aveva anche ereditato dal padre la Northumbria che suo nonno e suo padre avevano preso durante la Guerra civile inglese che aveva dilaniato il paese quando si erano scontrati Stefano I d'Inghilterra e sua cugina l'Imperatrice Matilde. Malcolm donò la Northumbria a suo fratello minore William tenendo invece la Cumbria per sé. Queste due terre insieme al contado di Huntingdon e più tardi il contado di Chester erano feudi della corona inglese e Malcolm tardò a porgere omaggio ad Enrico II d'Inghilterra per i possedimenti che deteneva nel suo regno facendolo solo nel 1157 al Castello Peveril (Peveril Castle), a  Castleton, nel Derbyshire, prima e a Chester poi. Enrico rifiutò a Malcolm e al fratello di rimanere proprietari di quei feudi, ma lo creò invece Conte di Huntingdon, onore per il quale Malcolm rese omaggio.
Nel 1158 i due si incontrarono ancora a Carlisle, ma questo non servì a migliorare di molto i loro rapporti, tanto che Enrico non lo creò cavaliere, l'anno seguente Malcolm accompagnò il sovrano inglese all'assedio di Tolosa al termine del quale ricevette il cavalierato. Malcolm tornò in patria nel 1160 e si trovò ben presto a dover fronteggiare la ribellione di un manipolo di uomini guidati da Ferchar Conte di Strathearn che strinse il re d'assedio. Finita la rivolta Ferchar diede a Malcolm i nomi dei nobili coinvolti e da essa pare possibile escludere la presenza di Donnchad II, conte di Fife (1154-1204), figlio dell'antico "reggente" di Malcolm. Sia Giovanni di Fordun che altri cronacotecari suggeriscono che la rivolta abbia avuto infine un esito relativamente pacifico, e che essa finì quando Malcolm guidò una spedizione nel Galloway dove sconfisse definitivamente Fergus che finì i propri giorni come monaco alla Holyrood Abbey dove morì nel 1161 mentre suo figlio Uhtred di Galloway (1120 circa-22 settembre 1174) venne preso come ostaggio. A causa del raid compiuto a Galloway si è a lungo creduto che Fergus facesse parte dei conti ribelli, recentemente si è invece ipotizzato che, a rivolta conclusa e pacificata, i conti stessi abbiano chiesto a Malcolm di attaccare Fergus forse quale rimostranza per dei saccheggi da lui compiuti.
Nel luglio 1163, più o meno nel periodo in cui era previsto un incontro di Enrico con Malcolm questi si ammalò seriamente mentre si trovava nei pressi di Doncaster. Nel frattempo Malcolm si era pacificato anche con Enrico e aveva riassestato il Moray sostituendo Fergus con i suoi figli e ormai aveva un solo nemico, Somerled che poco prima del 1160 era divenuto sovrano del Regno dell'isola di Man. Nel 1164 questi portò un grande esercito di isolani ed irlandesi per attaccare Glasgow e Renfrew dove Walter fitz Alan (1106-giugno 1177) Grande intendente di Scozia aveva appena completato un castello. Nella battaglia che seguì sia Somerled che il figlio GilleBride perirono insieme a molti soldati guidati dal Vescovo di Glasgow che all'epoca era probabilmente Herbert di Selkirk. I cronacotecari dell'epoca attribuirono la vittoria di Malcolm e dei suoi sostenitori all'intercessione di Mungo di Glasgow.

## La morte prematura
Malcolm morì il 9 dicembre 1165 a Jedburgh a soli ventiquattro anni, la sua precoce dipartita può essere stata accelerata dalla Malattia ossea di Paget di cui soffriva e che ha come effetti una grave deformazione e ingrandimento delle ossa. Gli Annali dell'Ulster scritti attorno al 1165 incensarono Malcolm compiangendo la sua perdita e lo stesso fece il cronacotecario William di Newburgh (forse 1136-forse 1198), altri invece lo deprecarono affermando che non aveva curato gli interessi del regno, che si era fatto sottomettere facendosi portare via la Northumbria e che era grandemente odiato dalla gente comune.
Secondo la leggenda Malcolm ebbe una figlia che venne fidanzata, sul suo letto di morte, a Enrico, Principe di Capua (1160-1172), ma è certamente falso, egli non lasciò eredi maschi o femmine che fossero. Sua madre Ada aveva pensato di fidanzare il figlio con Costanza di Bretagna, figlia di Conan, III duca di Bretagna (fra il 1093 e il 1096-17 settembre 1148), ma Malcolm morì prima che le nozze potessero avere luogo. Le fonti coeve sono piuttosto scarse di informazioni, ma per quanto possibile sembra che Malcolm continuò il cammino di riforme intrapreso dal nonno e dal bisnonno, le cariche di Sceriffo di Crail, Dunfermline, Edimburgo, Forfar, Lanark e Linlithgow si possono datare al regno di Malcolm insieme a quello di Giustiziere del Lothian. Malcolm fondò anche l'abbazia dell'Ordine cistercense nella cittadina di Coupar Angus.

## Nei libri
Malcolm appare come personaggio in due opere dello scrittore Nigel Tranter:
- Lord of the Isles del 1983, il protagonista è Somerled e la trama segue la sua carriera militare e politica comprensiva degli scontri con Davide e Malcolm, il romanzo termina con la sua morte
- Tapestry of the Boar del 1993, il cui protagonista è tale Hugh del Clan Swinton il cui primo impiego a corte è quello di uccidere i cinghiali che minacciano, armenti, pecore e persone nelle campagne scozzesi. Egli diviene quindi un esploratore al servizio dell'esercito regio al tempo dello scontro con Fergus.

## Ascendenza
|                                          |                                        |                                | Genitori                     |  |  | Nonni |  |  | Bisnonni              |  |  | Trisnonni          |  |
|                                          |                                        |                                |                              |  |  |       |  |  | Malcolm III di Scozia |  |  | Duncan I di Scozia |  |
|                                          |                                        |                                |                              |  |  |       |  |  | Malcolm III di Scozia |  |  | Duncan I di Scozia |  |
|                                          |                                        | Suthen                         |                              |  |  |       |  |  | Malcolm III di Scozia |  |  |                    |  |
| Davide I di Scozia                       |                                        |                                |                              |  |  |       |  |  | Malcolm III di Scozia |  |  |                    |  |
|                                          |                                        | Margaret di Scozia             | Edoardo l'esiliato           |  |  |       |  |  |                       |  |  |                    |  |
|                                          |                                        | Margaret di Scozia             | Edoardo l'esiliato           |  |  |       |  |  |                       |  |  |                    |  |
|                                          |                                        | Margaret di Scozia             | Agata di Kiev                |  |  |       |  |  |                       |  |  |                    |  |
| Enrico di Scozia                         |                                        | Margaret di Scozia             |                              |  |  |       |  |  |                       |  |  |                    |  |
|                                          |                                        | Waltheof, conte di Northumbria | Siward, conte di Northumbria |  |  |       |  |  |                       |  |  |                    |  |
|                                          |                                        | Waltheof, conte di Northumbria | Siward, conte di Northumbria |  |  |       |  |  |                       |  |  |                    |  |
|                                          |                                        | Waltheof, conte di Northumbria | Aelfflaed di Bernicia        |  |  |       |  |  |                       |  |  |                    |  |
| Maud di Northumbria                      |                                        | Waltheof, conte di Northumbria |                              |  |  |       |  |  |                       |  |  |                    |  |
|                                          |                                        | Judith di Lens                 | Lambert II, Conte di Lens    |  |  |       |  |  |                       |  |  |                    |  |
|                                          |                                        | Judith di Lens                 | Lambert II, Conte di Lens    |  |  |       |  |  |                       |  |  |                    |  |
|                                          |                                        | Judith di Lens                 | Adelaide di Normandia        |  |  |       |  |  |                       |  |  |                    |  |
| Malcolm di Scozia                        |                                        | Judith di Lens                 |                              |  |  |       |  |  |                       |  |  |                    |  |
|                                          | William de Warenne, I conte del Surrey | Rodulf II de Warenne           |                              |  |  |       |  |  |                       |  |  |                    |  |
|                                          | William de Warenne, I conte del Surrey | Rodulf II de Warenne           |                              |  |  |       |  |  |                       |  |  |                    |  |
|                                          | William de Warenne, I conte del Surrey | Emma                           |                              |  |  |       |  |  |                       |  |  |                    |  |
| Guglielmo di Warenne, II conte di Surrey | William de Warenne, I conte del Surrey |                                |                              |  |  |       |  |  |                       |  |  |                    |  |
|                                          |                                        | Gundred, contessa del Surrey   | …                            |  |  |       |  |  |                       |  |  |                    |  |
|                                          |                                        | Gundred, contessa del Surrey   | …                            |  |  |       |  |  |                       |  |  |                    |  |
|                                          |                                        | Gundred, contessa del Surrey   | …                            |  |  |       |  |  |                       |  |  |                    |  |
| Ada de Warenne                           |                                        | Gundred, contessa del Surrey   |                              |  |  |       |  |  |                       |  |  |                    |  |
|                                          |                                        | Ugo I di Vermandois            | Enrico I di Francia          |  |  |       |  |  |                       |  |  |                    |  |
|                                          |                                        | Ugo I di Vermandois            | Enrico I di Francia          |  |  |       |  |  |                       |  |  |                    |  |
|                                          |                                        | Ugo I di Vermandois            | Anna di Kiev                 |  |  |       |  |  |                       |  |  |                    |  |
| Elisabetta di Vermandois                 |                                        | Ugo I di Vermandois            |                              |  |  |       |  |  |                       |  |  |                    |  |
|                                          |                                        | Adelaide di Vermandois         | Erberto IV di Vermandois     |  |  |       |  |  |                       |  |  |                    |  |
|                                          |                                        | Adelaide di Vermandois         | Erberto IV di Vermandois     |  |  |       |  |  |                       |  |  |                    |  |
|                                          |                                        | Adelaide di Vermandois         | Adele di Valois              |  |  |       |  |  |                       |  |  |                    |  |
|                                          |                                        | Adelaide di Vermandois         |                              |  |  |       |  |  |                       |  |  |                    |  |